# Michael Patrick Kelly
Michael Patrick Kelly, dawniej również Paddy Kelly (ur. 5 grudnia 1977 w Dublinie) – irlandzki piosenkarz i autor tekstów, kompozytor oraz działacz pokojowy. Przez wiele lat występował wraz z rodzeństwem w zespole The Kelly Family. W latach 2004–2010 przebywał we Wspólnocie św. Jana (fr. Communauté Saint-Jean), gdzie nosił imię John Paul Mary.

## Życiorys

### Rodzina i dzieciństwo
Urodził się w Dublinie jako dziesiąte dziecko Daniela Jeromego Kelly i jako szóste dziecko Barbary Ann w przyczepie kempingowej. Poród odebrał jego ojciec, ponieważ lekarz nie przybył. Ma czworo rodzeństwa przyrodniego i siedmioro rodzeństwa pełnego. Gdy miał pięć lat, na raka zmarła jego matka, a chłopakiem opiekowały się siostry.

### Kariera muzyczna
Gdy miał cztery lata, zaczął uczestniczyć w wielu występach rodzinnego zespołu The Kelly Family, a dwa lata później był już stałym członkiem zespołu. Pierwszym instrumentem, na którym nauczył się grać, była fujarka, następnie w wieku ośmiu lat zaczął grać na gitarze, a później też na basie, instrumentach klawiszowych, lirze, perkusji, akordeonie i flecie. Ma swój udział w produkcji albumu Over the Hump oraz jest autorem „An Angel”, największego przeboju zespołu The Kelly Family.
W marcu 2003 wydał debiutancki album solowy pt. In Exile. W 2012 występował ze swoim solowym projektem o nazwie Agape w niemieckich kościołach. W 2012 zainicjował kolejny projekt artystyczny – Art Peace. W 2013 wydał drugi album solowy pt. In Live – solo & unplugged oraz koncertową płytę DVD pod tym samym tytułem, poza tym odbył trasę koncertową Solo and unplugged, na której śpiewał hity The Kelly Family, a także piosenki ze swojego pierwszego solowego albumu In Exile i covery. Od stycznia 2014 koncertuje po świecie, promując album In Live – solo & unplugged. W 2015 wydał singiel „Shake Away”, tym razem sygnowany jako Michael Patrick Kelly. 15 maja tego samego roku wydał album pt. Human, który dotarł do trzeciego miejsca na niemieckiej liście sprzedaży. Wraz z wydaniem płyty rozpoczął promocyjną trasę koncertową.

### Życie prywatne
W wieku 17 lat zarządzał rodzinnym interesem Kellych i był szefem Firmy KEL-LIFE. Oprócz zainteresowań muzycznych jego pasją jest malowanie.
W 2000 przeżył załamanie nerwowe, przez co wraz z rodziną zawiesił działalność koncertową. Szukając odpowiedzi na egzystencjalne pytania, leczył się w Lourdes i Medziugorie, a po pewnym czasie wszedł na ścieżkę życia konsekrowanego. W 2004 przyjął imiona John Paul Mary i przebywał w zgromadzeniu św. Jana we Francji, gdzie przez cztery lata studiował filozofię i przez rok teologię. W 2010 opuścił mury klasztorne i oświadczył, że wraca do muzyki.
13 kwietnia 2013 w Ballintubber Abbey, w otoczeniu rodziny i przyjaciół, poślubił dziennikarkę Joelle Verreet, która była jego nastoletnią, niespełnioną miłością. O swojej niedoszłej dziewczynie napisał piosenkę „Looking for Love”. Wspólnie realizują się w wolontariacie.

## Dyskografia

### Albumy studyjne
| Rok                                                     | Dane dot. albumu                                                                               | Najwyższa pozycja na liście przebojów | Najwyższa pozycja na liście przebojów | Najwyższa pozycja na liście przebojów | Najwyższa pozycja na liście przebojów | Najwyższa pozycja na liście przebojów | Najwyższa pozycja na liście przebojów | Certyfikat                                                   |
| Rok                                                     | Dane dot. albumu                                                                               | AUT                                   | BEL (WA)                              | GER                                   | NLD                                   | POL                                   | SWI                                   | Certyfikat                                                   |
| ------------------------------------------------------- | ---------------------------------------------------------------------------------------------- | ------------------------------------- | ------------------------------------- | ------------------------------------- | ------------------------------------- | ------------------------------------- | ------------------------------------- | ------------------------------------------------------------ |
| 2003                                                    | In Exile - Wydany: 17 marca 2003 - Wydawnictwo: Polydor - Format: CD                           | 49                                    | –                                     | 13                                    | –                                     | –                                     | –                                     |                                                              |
| 2015                                                    | Human - Wydany: 15 maja 2015 - Wydawnictwo: Columbia - Format: CD, digital download, streaming | 16                                    | –                                     | 3                                     | –                                     | –                                     | 8                                     | - GER: złota płyta                                           |
| 2016                                                    | Ruah - Wydany: 23 października 2016 - Wydawnictwo: Columbia - Format: CD, digital download     | 20                                    | 188                                   | 12                                    | –                                     | –                                     | 57                                    |                                                              |
| 2017                                                    | ID - Wydany: 16 czerwca 2017 - Wydawnictwo: Columbia - Format: CD, digital download            | 7                                     | 174                                   | 2                                     | 200                                   | –                                     | 5                                     | - GER: platynowa płyta - SWI: złota płyta                    |
| 2021                                                    | B.O.A.T.S - Wydany: 12 listopada 2021 - Wydawnictwo: Columbia - Format: CD, digital download   | 2                                     | 187                                   | 2                                     | –                                     | 8                                     | 2                                     | - GER: złota płyta - SWI: złota płyta - POL: platynowa płyta |
| „–” oznacza, że album nie był notowany na danej liście. |                                                                                                |                                       |                                       |                                       |                                       |                                       |                                       |                                                              |

### Albumy koncertowe
- 2013: In Live – Solo & Unplugged
- 2014: In Live – Solo & Xplugged
- 2018: ID (Live)[20]

### Minialbumy
- 2018: Beautiful Soul[21]

### Single

#### Jako główny artysta
| Rok                                                       | Tytuł                               | Najwyższe pozycje na liście | Najwyższe pozycje na liście | Najwyższe pozycje na liście | Najwyższe pozycje na liście | Najwyższe pozycje na liście | Najwyższe pozycje na liście | Najwyższe pozycje na liście | Najwyższe pozycje na liście | Najwyższe pozycje na liście | Najwyższe pozycje na liście | Najwyższe pozycje na liście | Najwyższe pozycje na liście | Najwyższe pozycje na liście | Najwyższe pozycje na liście | Najwyższe pozycje na liście | Najwyższe pozycje na liście | Najwyższe pozycje na liście | Najwyższe pozycje na liście | Certyfikat                                                              | Album                        |
| Rok                                                       | Tytuł                               | AUT                         | BEL                         | BEL                         | BLR                         | EST                         | GER                         | HUN                         | LUX                         | LAT                         | NLD                         | MDA                         | POL                         | POL                         | WNP                         | WNP                         | SVK                         | SLO                         | SWI                         | Certyfikat                                                              | Album                        |
| Rok                                                       | Tytuł                               | AUT                         | Flandria                    | Walonia                     | BLR                         | EST                         | GER                         | HUN                         | LUX                         | LAT                         | NLD                         | MDA                         | AirPlay                     | Nowości                     | Radio                       | Radio & YouTube             | SVK                         | SLO                         | SWI                         | Certyfikat                                                              | Album                        |
| --------------------------------------------------------- | ----------------------------------- | --------------------------- | --------------------------- | --------------------------- | --------------------------- | --------------------------- | --------------------------- | --------------------------- | --------------------------- | --------------------------- | --------------------------- | --------------------------- | --------------------------- | --------------------------- | --------------------------- | --------------------------- | --------------------------- | --------------------------- | --------------------------- | ----------------------------------------------------------------------- | ---------------------------- |
| 2003                                                      | „Pray Pray Pray” (jako Paddy Kelly) | 43                          | –                           | –                           | –                           | –                           | 13                          | –                           | –                           | –                           | 74                          | –                           | –                           | –                           | –                           | –                           | –                           | –                           | –                           | brak                                                                    | In Exile                     |
| 2003                                                      | „When You Sleep” (jako Paddy Kelly) | 70                          | –                           | –                           | –                           | –                           | 45                          | –                           | –                           | –                           | –                           | –                           | –                           | –                           | –                           | –                           | –                           | –                           | –                           | brak                                                                    | In Exile                     |
| 2015                                                      | „Shake Away”                        | –                           | –                           | –                           | –                           | –                           | –                           | –                           | –                           | –                           | –                           | –                           | –                           | –                           | –                           | –                           | –                           | –                           | 50                          | brak                                                                    | Human                        |
| 2017                                                      | „Golden Age”                        | –                           | –                           | –                           | –                           | –                           | –                           | –                           | –                           | –                           | –                           | –                           | –                           | –                           | –                           | –                           | –                           | –                           | 43                          | brak                                                                    | iD                           |
| 2017                                                      | „iD” (gościnnie: Gentleman)         | –                           | –                           | –                           | –                           | –                           | 57                          | –                           | –                           | –                           | –                           | –                           | –                           | –                           | –                           | –                           | –                           | –                           | 60                          | - AUT: złota płyta                                                      | iD                           |
| 2018                                                      | „Roundabouts”                       | –                           | –                           | –                           | –                           | –                           | –                           | –                           | –                           | –                           | –                           | –                           | –                           | –                           | –                           | –                           | –                           | –                           | 47                          | brak                                                                    | iD (Extended Version)        |
| 2018                                                      | „Et voilà”                          | –                           | –                           | –                           | –                           | –                           | –                           | –                           | –                           | –                           | –                           | –                           | –                           | –                           | –                           | –                           | –                           | –                           | –                           | brak                                                                    | iD (Extended Version)        |
| 2020                                                      | „Beautiful Madness”                 | 63                          | –                           | –                           | 7                           | 40                          | 42                          | 23                          | 29                          | 2                           | –                           | 47                          | 1                           | 5                           | 19                          | 23                          | 3                           | 26                          | 13                          | - AUT: platynowa płyta - POL: 2× platynowa płyta - SWI: platynowa płyta | B.O.A.T.S                    |
| 2021                                                      | „Throwback”                         | 47                          | –                           | –                           | –                           | –                           | 30                          | –                           | –                           | –                           | –                           | –                           | 3                           | 1                           | –                           | –                           | 5                           | –                           | –                           | - AUT: złota płyta - POL: platynowa płyta                               | B.O.A.T.S                    |
| 2021                                                      | „Blurry Eyes”                       | –                           | –                           | –                           | –                           | –                           | 45                          | –                           | –                           | –                           | –                           | –                           | –                           | –                           | –                           | –                           | 10                          | –                           | 26                          | brak                                                                    | B.O.A.T.S                    |
| 2022                                                      | „Best Bad Friend” (oraz Rea Garvey) | –                           | –                           | –                           | –                           | –                           | –                           | –                           | –                           | –                           | –                           | –                           | 27                          | 2                           | –                           | –                           | –                           | –                           | –                           | brak                                                                    | B.O.A.T.S (Extended Version) |
| 2022                                                      | „Wonders” (gościnnie: Rakim)        | –                           | –                           | –                           | –                           | –                           | –                           | –                           | –                           | –                           | –                           | –                           | 1                           | 2                           | 280                         | –                           | –                           | –                           | –                           | - POL: platynowa płyta                                                  | B.O.A.T.S (Extended Version) |
| „–” oznacza, że singiel nie był notowany na danej liście. |                                     |                             |                             |                             |                             |                             |                             |                             |                             |                             |                             |                             |                             |                             |                             |                             |                             |                             |                             |                                                                         |                              |

#### Single promocyjne
- 2019: „Bigger Life” (Live @ Königsplatz München, 15.09.19)[41]

### DVD
- 2014: IN LIVE – solo & unplugged